# Paul Gubitz
Paul Constantin Gubitz (Suhl, 23 de mayo de 1999) es un deportista alemán que compite en luge en la modalidad doble. Ganó tres medallas en el Campeonato Mundial de Luge de 2025, oro en la prueba doble y en el equipo mixto y plata en el doble mixto.

## Palmarés internacional
| Campeonato Mundial | Campeonato Mundial | Campeonato Mundial | Campeonato Mundial |
| Año                | Lugar              | Medalla            | Prueba             |
| ------------------ | ------------------ | ------------------ | ------------------ |
| 2025               | Whistler (Canadá)  | Medalla de oro     | Doble              |
| 2025               | Whistler (Canadá)  | Medalla de oro     | Equipo             |
| 2025               | Whistler (Canadá)  | Medalla de plata   | Doble mixto        |